# Tanna japonensis
Tanna japonensis, también denominada higurashi (蜩, 茅蜩, ひぐらし), es una especie de cigarra, una familia de insectos, y miembro del género Tanna. Se distribuye en el este de Asia, y es más común en Japón. Su llamado estridente puede ser escuchado más a menudo por la mañana y por la noche.
El kanji que se usa para escribir su nombre en japonés proviene del símbolo utilizado para referirse al Miscanthus, un tipo de junco sobre el que vive. En Japón también se la llama kanakana (カナカナ) a causa del sonido que produce.

## Características
El cuerpo del macho adulto mide 28 a 38 mm, mientras que el de la hembra mide 21 a 25 mm. El abdomen del macho es más grande y más grueso que el de la hembra, por lo que es fácil distinguirlos entre sí. Además, la cavidad intra-abdominal del macho se encuentra más desarrollada, dando una llamada más resonante.
El cuerpo es de color rojizo-marrón con verde alrededor del ojo y en centro y parte posterior del tórax.

## Ecología

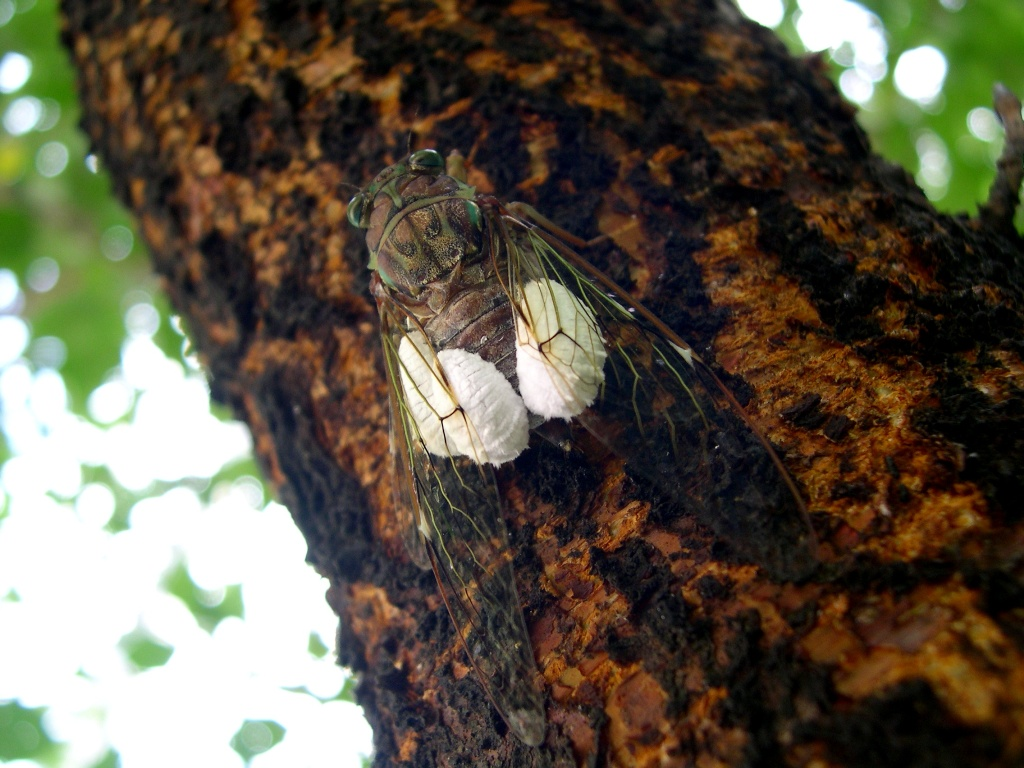
Polilla parásita Epipomponia nawai (Lepidoptera: Epipyropidae) orugas adheridas al abdomen de una hembra de Tanna japonensis

El parásito Epipomponia nawai utiliza a este animal para depositar sobre él una gran cantidad de huevos. T. japonensis también puede ser atacada por moscas.

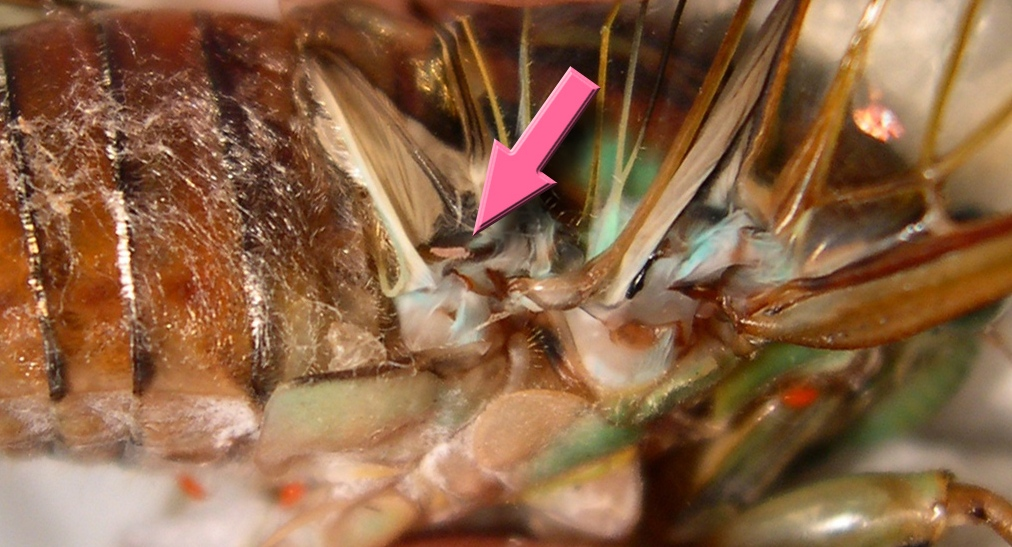
Una larva de primer estadio de Epipomponia nawai (aproximadamente 0,6 mm de largo) cerca del área basal del ala trasera derecha de una hembra Tanna japonensis

## Subespecies
T. j. ishigakiana se encuentra en Ishigaki, una isla en Okinawa. Aunque una vez incluidos en la lista roja, ya no se cree que estén en peligro. Su grito es un sonido más metálico con un tempo más rápido.[cita requerida]